# Gaoqiao (köpinghuvudort i Kina, Jiangsu Sheng, lat 32,23, long 119,65)
Gaoqiao (kinesiska: 高桥, 高桥镇) är en köpinghuvudort i Kina. Den ligger i provinsen Jiangsu, i den östra delen av landet, omkring 82 kilometer öster om provinshuvudstaden Nanjing. Antalet invånare är 19 443. Befolkningen består av 9 820 kvinnor och 9 623 män. Barn under 15 år utgör 8,0 %, vuxna 15-64 år 76 %, och äldre över 65 år 15,0 %.
Runt Gaoqiao är det tätbefolkat, med 881 invånare per kvadratkilometer. Närmaste större samhälle är Zhenjiang, 18,3 km väster om Gaoqiao. Trakten runt Gaoqiao består till största delen av jordbruksmark.
Genomsnittlig årsnederbörd är 1 302 millimeter. Den regnigaste månaden är juli, med i genomsnitt 255 mm nederbörd, och den torraste är januari, med 30 mm nederbörd.